# Khassa Camara
Khassa Camara (Châtenay-Malabry, 22 ottobre 1992) è un calciatore francese naturalizzato mauritano, difensore del Marko e della nazionale mauritana.

## Carriera

### Club
Camara muove i suoi primi passi nel mondo del calcio giocando con il Troyes e il Boulogne. Il 9 settembre 2015 ha firmato un contratto di due anni con i greci dell'Ergotelīs. Dopo aver archiviato legalmente il contratto con l'Ergotelis per essere svincolato a causa dei salari non pagati da parte del club, nel gennaio 2016 ha firmato un contratto di sei mesi con un club ben più prestigioso, lo Xanthi.

### Nazionale
Ha fatto il suo debutto internazionale con la Mauritania nel 2013. Ha partecipato alla Coppa d'Africa del 2019 ed a quella del 2021.

## Statistiche

### Cronologia presenze e reti in nazionale
| Cronologia completa delle presenze e delle reti in nazionale ― Mauritania | Cronologia completa delle presenze e delle reti in nazionale ― Mauritania | Cronologia completa delle presenze e delle reti in nazionale ― Mauritania | Cronologia completa delle presenze e delle reti in nazionale ― Mauritania | Cronologia completa delle presenze e delle reti in nazionale ― Mauritania | Cronologia completa delle presenze e delle reti in nazionale ― Mauritania | Cronologia completa delle presenze e delle reti in nazionale ― Mauritania | Cronologia completa delle presenze e delle reti in nazionale ― Mauritania |
| Data                                                                      | Città                                                                     | In casa                                                                   | Risultato                                                                 | Ospiti                                                                    | Competizione                                                              | Reti                                                                      | Note                                                                      |
| ------------------------------------------------------------------------- | ------------------------------------------------------------------------- | ------------------------------------------------------------------------- | ------------------------------------------------------------------------- | ------------------------------------------------------------------------- | ------------------------------------------------------------------------- | ------------------------------------------------------------------------- | ------------------------------------------------------------------------- |
| 6-10-2016                                                                 | Marrakech                                                                 | Canada                                                                    | 4 – 0                                                                     | Mauritania                                                                | Amichevole                                                                | -                                                                         | 54’                                                                       |
| 8-9-2018                                                                  | Nouakchott                                                                | Mauritania                                                                | 2 – 0                                                                     | Burkina Faso                                                              | Qual. Coppa d'Africa 2019                                                 | 1                                                                         |                                                                           |
| 24-6-2019                                                                 | Suez                                                                      | Mali                                                                      | 4 – 1                                                                     | Mauritania                                                                | Coppa d'Africa 2019 - 1º turno                                            | -                                                                         | 82’                                                                       |
| 29-6-2019                                                                 | Suez                                                                      | Mauritania                                                                | 0 – 0                                                                     | Angola                                                                    | Coppa d'Africa 2019 - 1º turno                                            | -                                                                         | 70’                                                                       |
| 3-6-2021                                                                  | Blida                                                                     | Algeria                                                                   | 4 – 1                                                                     | Mauritania                                                                | Amichevole                                                                | -                                                                         | 46’ 50’                                                                   |
| 7-9-2021                                                                  | Malabo                                                                    | Guinea Equatoriale                                                        | 1 – 0                                                                     | Mauritania                                                                | Qual. Mondiali 2022                                                       | -                                                                         | 62’                                                                       |
| Totale                                                                    |                                                                           | Presenze                                                                  | 6                                                                         |                                                                           | Reti                                                                      | 1                                                                         |                                                                           |

## Palmarès

### Club

#### Competizioni nazionali
- Indian Super League: 1

Hyderabad: 2021-2022
- Gamma Ethniki: 1

Marko: 2024-2025 (gruppo 3)